# Tumbledown Mesa
Die Tumbledown Mesa ist ein rund 300 m hoher, markanter und mit Bruchsteinen überlagerter Tafelberg im Westen der westantarktischen James-Ross-Insel. Das dreieckige Plateau hat eine maximale Länge von 2 km. Er ragt zwischen dem Kerick Col und den Tumbledown Cliffs am Ostufer des Prinz-Gustav-Kanals auf.
Das UK Antarctic Place-Names Committee benannte ihn 2006 in Anlehnung an die Benennung der Tumbledown Cliffs.